# Galiniera
Galiniera es un género con dos especies de plantas con flores perteneciente a la familia de las rubiáceas. 
Es nativo de los trópicos de África y Madagascar.

## Especies seleccionadas
- Galiniera myrtoides Homolle (1946).
- Galiniera saxifraga (Hochst.) Bridson (1988).

## Sinonimia
- Ptychostigma Hochst. (1844).[2]